# Matilda (1790)
Pour les articles homonymes, voir Matilda.
Le Matilda est un navire construit en France et lancé en 1779. Il devint un navire baleinier pour la compagnie britannique Camden, Calvert and King (en), effectuant un voyage sous le commandement de Matthew Weatherhead en Nouvelle-Galles du Sud et dans le Pacifique en 1790.

## Historique
Il entre dans le Lloyd's Register en 1791 avec Weatherhead comme maître, Calvert & Co., en tant que propriétaires, et pour le commerce entre Londres et Botany Bay. Cette année-là, détenue ou louée par Samuel Enderby & Sons (en), il transporte des prisonniers d'Angleterre en Australie dans le cadre de la Troisième flotte (en).
Il quitte Portsmouth le 27 mars 1791 et arrive le 1er août à Port Jackson, en Nouvelle-Galles du Sud. Il embarquait 250 hommes condamnés, dont 25 sont morts pendant le voyage. Dix-neuf officiers et hommes du New South Wales Corps ont fourni les gardes. À son arrivée à Port Jackson, le navire a dû être réparé.
Après avoir livré ses forçats, Weatherhead utilise le Matilda pour une pêche à la baleine en Nouvelle-Galles du Sud ou au large de la Terre de Van Diemen.
Les archives de la Nouvelle-Galles du Sud montrent le Matilda en partance pour l'Inde en novembre. Il a apparemment navigué via les îles Marquises.

### Perte

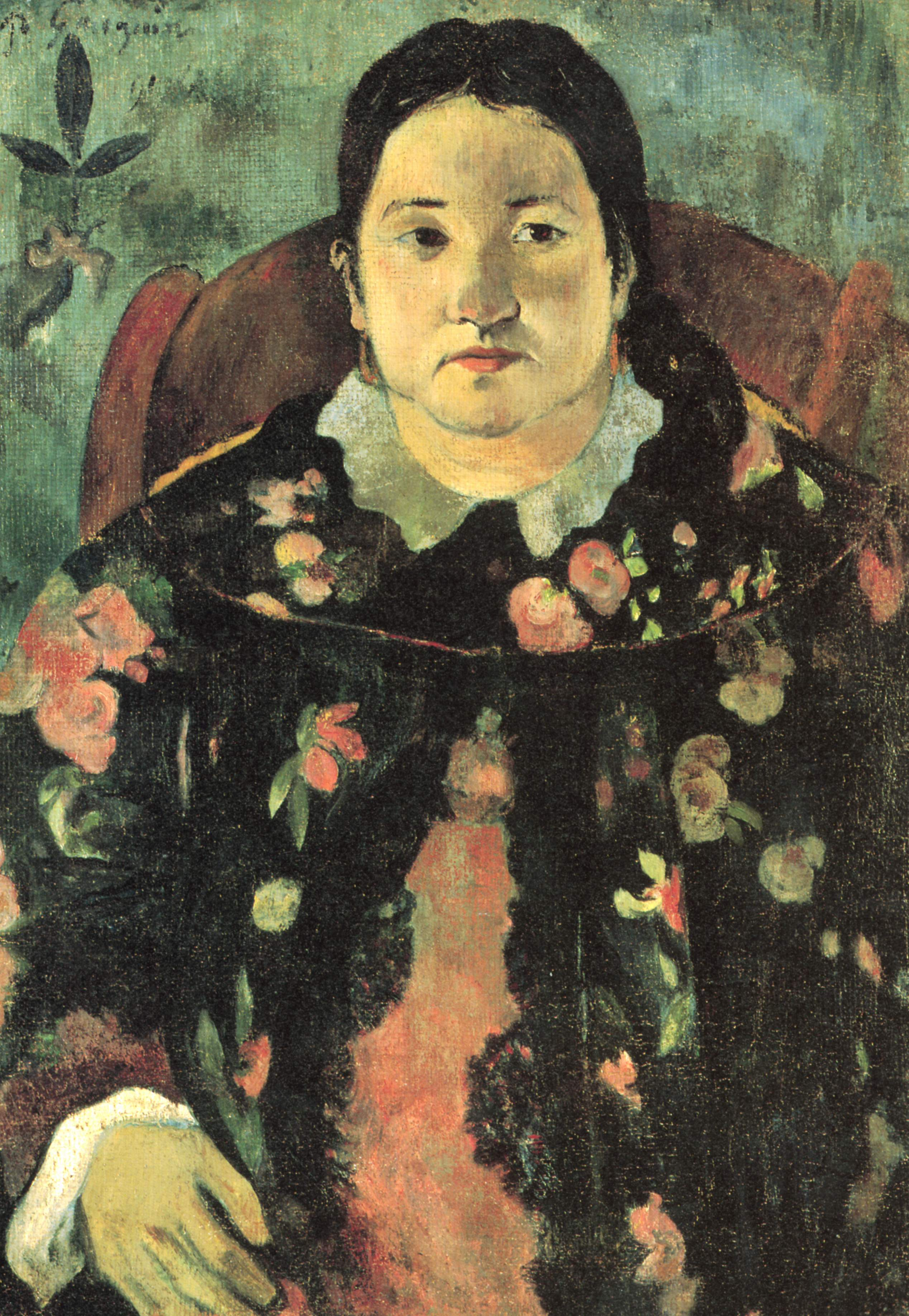
Suzanne Bambridge, arrière-petite-fille de James O'Connor, peinte par Paul Gauguin en 1891.

Le Matilda a échoué le 25 février 1792, sur un banc de sable, plus tard appelé l'île Matilda. (Frederick Beechey du HMS Blossom (en), qui a découvert l'épave en 1826, a confirmé que l'île Matilda était en fait Moruroa.)
Les survivants, 21 membres d'équipage et un passager clandestin, ont été secourus plus tard. Le capitaine William Bligh, sur le HMS Providence (1791), en recueille quelques-uns à la baie de Matavai, tandis que le Jenny et le Britannia (en) en sauvent d'autres. Six (James O'Connor, James Butcher, John Williams, William Yaty, Andrew Cornelius Lind et Samuel Pollend) refusent de revenir et choisissent de s'installer à Tahiti.